# نوردين بن علي
نوردين بن علي (موليد 19 يوليو 1919) كان لاعب كرة قدم ومدير في الاتحاد الجزائري الفرنسي. لقد لعب كلاعب وسط وكان جزءًا من فريق جيروندان بوردو الذي فاز بكأس فرنسا عام 1941، وكذلك وصل إلى المباراة النهائية لكأس فرنسا عام 1943. وكان لاعب ومدير نادي شاموا نيورتيه لمدة ثلاثة مواسم من عام 1957 حتى عام 1960. كما قام بتدريب نادي ديجون.

## روابط خارجية
- نوردين بن علي على موقع قاعدة بيانات كرة القدم.إي يو (الإنجليزية)